# Barrett MRAD
Barrett MRAD (від Multi-role Adaptive Design, укр. багатоцільовий адаптивний дизайн) — снайперська гвинтівка із ковзним затвором, розроблена компанією Barrett для відповідності вимогам SOCOM PSR. MRAD розроблена на базі Barrett M98B і має ряд модифікацій і вдосконалень. Національна стрілецька асоціація США обрала Barrett MRAD гвинтівкою року 2012.

## Історія

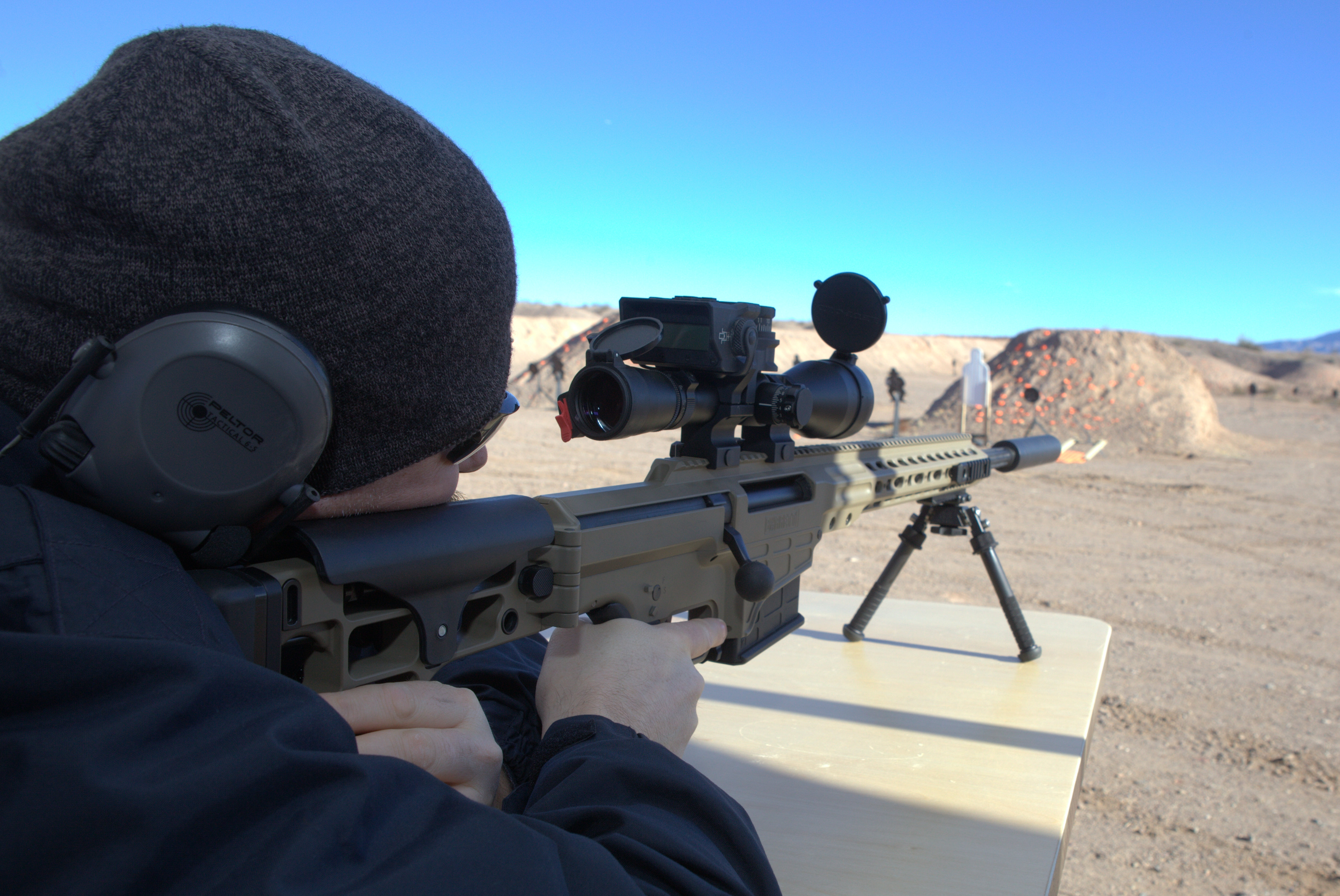
Стрільба з Barrett MRAD під патрон .308 Winchester з глушником

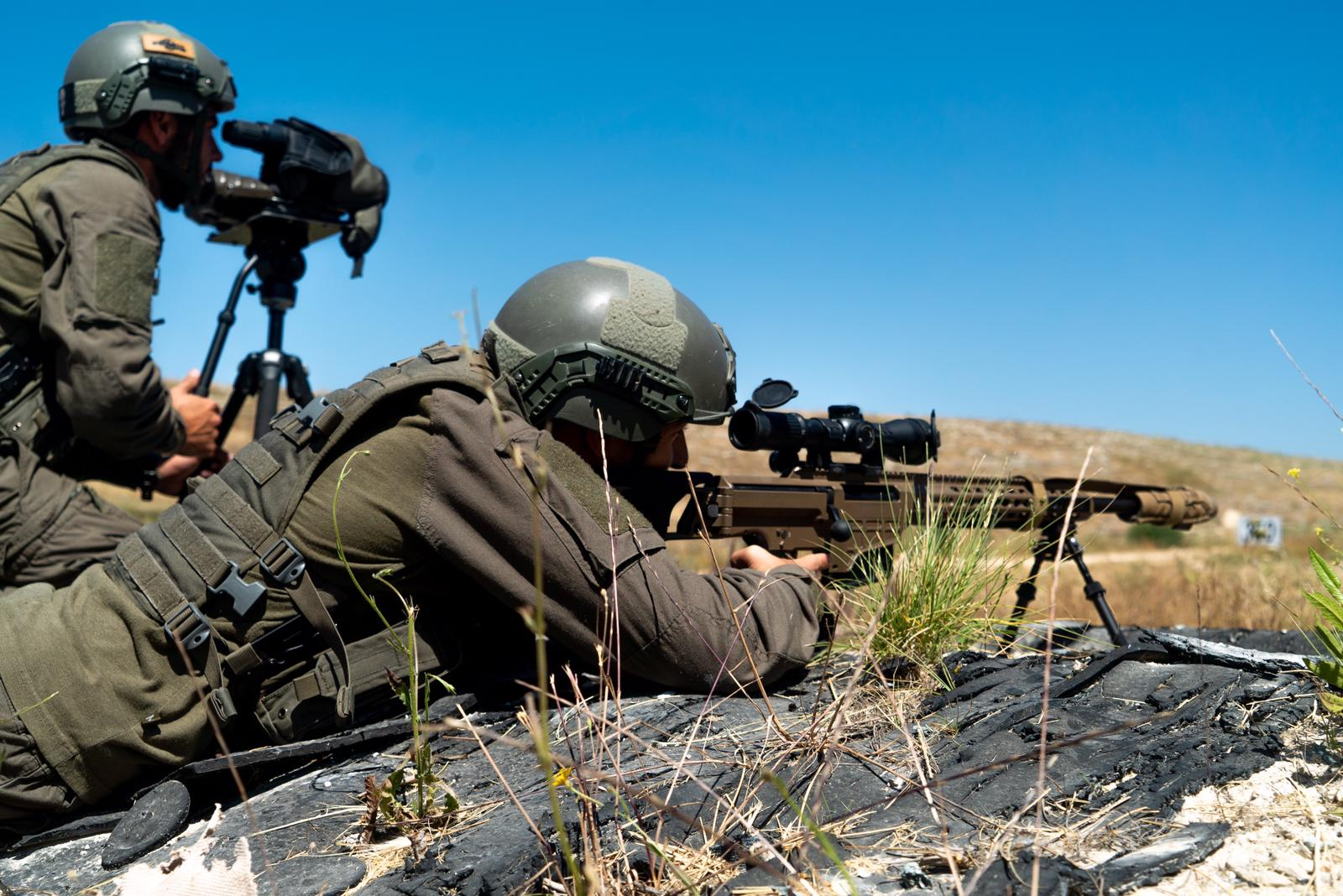
Снайпери Сил оборони Ізраїлю стріляють з Barrett MRAD під патрон 7,62×51 мм НАТО, досягнувши точності близько 0,35 МОА

Після того, як у грудні 2009 року Командування спеціальних операцій США оголосило про бажання створити нову точну снайперську гвинтівку, Barrett було розроблено MRAD відповідно до специфікацій, викладених Командуванням спеціальних операцій США. Створена на базі успішної моделі Barrett M98B, MRAD має численні вдосконалення, такі як складаний приклад, який дозволяє легше транспортувати гвинтівку. У складеному вигляді приклад фіксується навколо руків'я затвора, що підвищує безпеку транспортування гвинтівки без збільшення ширини в розкладеному вигляді. Основною особливістю MRAD (і вимогою американської військової програми Precision Sniper Rifle) є можливість зміни ствола/калібру в бойових умовах. Послаблення двох гвинтів Torx у ствольній коробці дозволяє зняти ствол з передньої частини ствольної коробки/цівки. При зміні лише торцевої частини затвора, а в деяких випадках і зміні магазина, калібр гвинтівки може бути змінений. З кожним стволом постачається заводська грань затвора з голівкою. Зміна ствола/калібру може відбутися менш ніж за дві хвилини. На додаток до типових калібрів .338 Lapua Magnum, .300 Winchester Magnum і .308 Winchester, Barrett також пропонує комплекти для переоснащення на калібри .338 і .300 NORMA Magnum, 7 мм Remington Magnum, .260 Remington, and 6,5 мм Creedmoor. Стволи доступні у довжинах від 17 до 26 дюймів, але не для всіх калібрах. Стволи доступні з нарізними та важкими профілями. Модуль ударно-спускового механізму можна зняти без інструментів, що полегшує очищення. Додаткові функції MRAD включають регулювання дожини від спускового гачка до потиличника приклада однією кнопкою, регульовану висоту упору для щоки, полімерну напрямну для затвора, яка діє як захист від пилу, щоб зменшити потрапляння сміття в механізм, реверсивний захист у стилі гвинтівок AR-15, двосторонній випуск магазина, а також можливість встановлювати стандартні пістолетні руків'я типу M16/AR15. Ранні моделі MRAD мали 30 MOA нахилу повної довжини 21,75 дюйма стандартної рейки Пікатінні 1913 року на верхній частині ствольної коробки/цівки. Поточні моделі MRAD мають 20 MOA нахилу рейки. Коротші секції планок Пікатінні 2-4 дюйми користувач може розташовувати на 3, 6 і 9 годин у кількох передніх/задніх положеннях вздовж цівки. MRAD доступна у кількох кольорах Cerakote.
Подібно до M16/AR15, верхню і нижню ствольну коробку MRAD можна відокремити, висунувши два знімні штифти ззаду і спереду. Висуваючи лише задній знімний штифт, верхня ствольна коробка може відкидатися на передньому штирі, як в AR-15, щоб забезпечити технічне обслуговування в польових умовах.
Завдяки високоточним боєприпасам .338 Lapua Magnum MRAD забезпечує точність 0,5 МОА на дистанції до 1500 метрів. Зі стандартними боєприпасами точність падає майже до 1 MOA. Снайпери Сил оборони Ізраїлю, використовуючи снайперські боєприпаси IMI 7,62×51 мм НАТО, ведуть вогонь групами 1,1 см (0,43 дюйма) на відстані 100 м (110 ярдів), досягаючи точності 0,378 МОА.

### Precision Sniper Rifle
Конкретна модель MRAD, яка була представлена на випробуваннях, в рамках програми Precision Sniper Rifle (укр. Точна снайперська гвинтівка) Командування спеціальних операцій США, MK21 PSR (Precision Sniper Rifle), була оснащена стволом 24,5 дюйма (62 см) і важила 14,8 фунта (6,7 кг) (без оптики). У 2013 році Remington MSR була обрана переможцем програми Precision Sniper Rifle.
Однак, у 2018 році було вирішено, що MK21 на той час не відповідала вимогам Командування спеціальних операцій США, і в рамках програми був оголошений новий конкурс MK22 ASR (Advanced Sniper Rifle, укр. Удосконалена снайперська гвинтівка).

### Advanced Sniper Rifle
У 2019 році Командування спеціальних операцій США уклало з Barrett Manufacturing контракт на 50 000 000 доларів, замовивши Barrett MRAD під патрон .338 Norma Magnum для проєкту MK22 ASR (Advanced Sniper Rifle, укр. Удосконалена снайперська гвинтівка). Комплект гвинтівки включає змінні стволи та затвори під патрон 7,62×51 мм, .300 Norma Magnum і .338 Norma Magnum. У рамках своїх бюджетних запитів на 2021 фінансовий рік як армія США, так і Корпус морської піхоти включали наміри прийняти на озброєння MRAD як свою основну снайперську систему. У 2021 році було розпочато постачання 2800 гвинтівок МК22 для армії, а Корпус морської піхоти замовив 250 гвинтівок.

## Користувачі

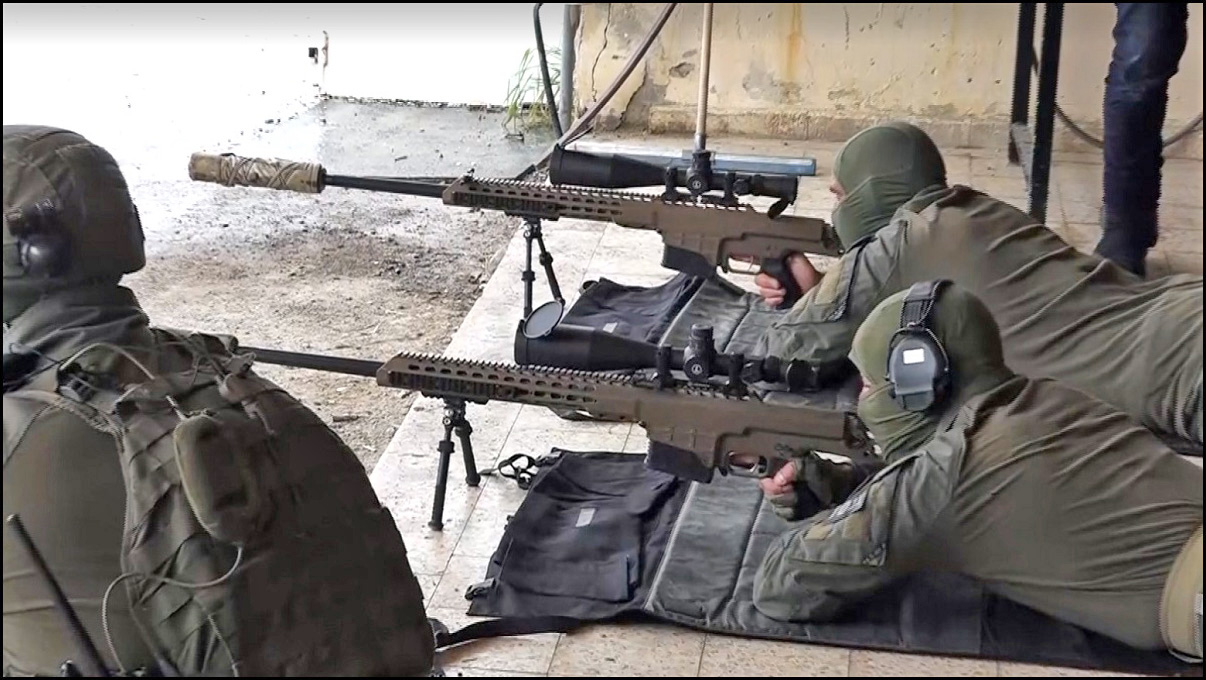
Снайпери ЯМАМ (Національний антитерористичний підрозділ Ізраїлю) стріляють з Barrett MRAD з глушником

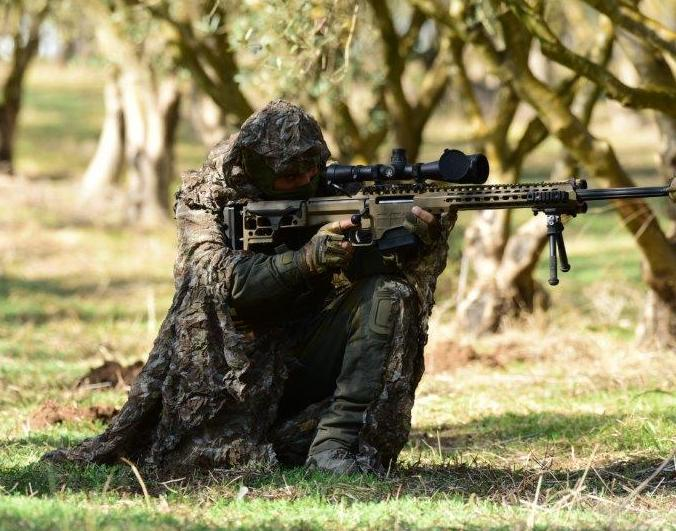
Снайпер сил спеціальних операцій Сил оборони Ізраїлю з Barrett MRAD

- Ізраїль: У 2013 році MRAD була прийнята на озброєння ЯМАМ, елітним підрозділом боротьби з тероризмом і спецпідрозділом Ізраїлю, як снайперська гвинтівка великої дальності, щоб замінити старі гвинтівки PGM 338.[17] In 2018 the MRAD was adopted by the Israel Defense Forces.[18][19]
- Нова Зеландія: Представлена у 2018 році як заміна снайперським гвинтівкам Arctic Warfare калібру 7,62 мм.[20]
- Норвегія: Замовлена збройними силами Норвегії у 2013 році. Використовується норвезькими силами спеціальних операцій з 2015 року, а також у Kystjegerkommandoen[en] та кількома підрозділами норвезької армії.[21] З цією гвинтівкою також були помічені снайпери підрозділу Delta[en] поліцейської служби Норвегії.[22]
- США: Снайперська гвинтівка Barrett MRAD (MK 22 Advanced Sniper Rifle (ASR)) була замовлена Командуванням спеціальних операцій США.[14] Замовлена армією та морською піхотою США.[13] У 2021 році в рамках 5-річного контракту було придбано 3000 MRAD за 50 мільйонів доларів США.[23]
- Україна: Збройні сили України: Знаходяться на озброєнні Морської піхоти та ССО Збройних сил України[24][25]

## Використання в медіапродуктах
Фільми:
- Джон Уік 3

Серіали:
- Шибайголова (Сезон 2)
- Морські котики (Сезон 5)

Відеоігри:
- Warface
- Call of Duty: Modern Warfare II
- Call of Duty: Warzone